# Арена Химки
Арена Химки (рус. Арена Химки) је фудбалски стадион у Химкију, граду у Московској области. Изграђен је на месту некадашњег стадиона Новатор. Капацитет је 18 636 гледалаца и отворен је 2008. године када на њему почиње да игра ФК Химки. Од 2009. године на овом стадиону своје утакмице је играо и московски Динамо пошто је њихов стадион срушен, док није замењен новим 2019. године. Од 2010. до 2016. године на овом стадиону је привремено играо ЦСКА из Москве.